# René Blancard
René Blancard (* 12. März 1897 in 9. Arrondissement, Paris; † 5. November 1965 in Paris) war ein französischer Schauspieler und Drehbuchautor.

## Leben
René Blancard wurde 1897 in 9. Arrondissement von Paris geboren.
Seine Karriere begann in der späten Stummfilmzeit und dauerte mehr als vierzig Jahre. Als Student am Schauspielkonservatorium studierte er Theater und spielte insbesondere im Vieux-Colombier mit Jacques Copeau sowie im Odéon. Im Kino drehte er zwischen 1922 und 1965 mehr als 80 Filme.
Sein einziges Drehbuch schrieb er 1954 für Marchandes d’illusions.
Seine Frau war die Stummfilmschauspielerin Jeanne Rollette (1891–1994), die zwischen 1918 und 1924 in mehreren Filmen auftrat.

## Filmografie
- 1922: Les Mystères de Paris
- 1924: La Joueuse d’orgue
- 1924: Faubourg Montmartre
- 1933: Âme de clown
- 1937: Un coup de rouge
- 1938: Monsieur Coccinelle
- 1938: Belle Étoile
- 1941: Le Briseur de chaînes
- 1942: Der Mörder wohnt Nr. 21 (L’assassin habite... Au 21)
- 1943: L’Honorable Catherine
- 1943: Le Voyageur de la Toussaint
- 1943: Die Teufelshand (La Main du diable)
- 1943: Le Chant de l’exilé
- 1943: Au bonheur des dames
- 1943: Les Roquevillard
- 1943: Tornavara
- 1943: Mermoz
- 1944: Vautrin
- 1944: Der Nachtigallenkäfig (La Cage aux rossignols)
- 1946: Le Dernier Sou
- 1946: Raboliot
- 1946: Mensonges
- 1946: Pforten der Nacht (Les Portes de la nuit)
- 1947: Inspecteur Sergil
- 1947: La Dame de Haut-le-Bois
- 1947: Miroir
- 1947: Les Gosses mènent l’enquête
- 1947: Unter falschem Verdacht (Quai des Orfèvres)
- 1947: Danger de mort
- 1948: Route sans issue
- 1948: Le Dessous des cartes (Manù il contrabbandiere) – italienische Version
- 1948: Le Dessous des cartes
- 1948: Sergil et le Dictateur
- 1948: Cité de l’espérance
- 1948: Les Casse-pieds
- 1949: Un certain monsieur
- 1949: Le Grand rendez-vous
- 1949: 56, rue Pigalle
- 1949: Le Droit de l’enfant
- 1949: Bal Cupidon
- 1949: Le Paradis des pilotes perdus
- 1949: Perrucha, die Tochter der Nacht (L’Épave)
- 1950: La Marie du port
- 1951: Porte d’Orient
- 1951: Pas de pitié pour les femmes
- 1951: Sous le Ciel de Paris (Sous le ciel de Paris)
- 1951: Rue des Saussaies
- 1952: Pläsier (Le Plaisir)
- 1952: Duel à Dakar
- 1952: Wir sind alle Mörder (Nous sommes tous des assassins)
- 1952: Drôle de noce
- 1952: La Pocharde
- 1953: Quitte ou double
- 1953: Suivez cet homme
- 1953: Willkommen, Mr. Marshall
- 1953: Les Amours finissent à l’aube
- 1953: Horizons sans fin
- 1953: Monsieur Scrupule gangster
- 1954: Quai des blondes
- 1954: La Rage au corps
- 1954: Le Défroqué
- 1954: Adam est... Ève
- 1954: Marchandes d’illusions
- 1954: La Reine Margot
- 1954: Napoléon
- 1955: Zwischenlandung in Paris (Escale à Orly)
- 1955: Mademoiselle de Paris
- 1955: Über den Dächern von Nizza (To Catch a Thief)
- 1955: Un missionnaire
- 1956: Rote Lippen – blaue Bohnen (Vous pigez?)
- 1956: Si Paris nous était conté
- 1956: Le Long des trottoirs
- 1956: Hauptstraße (Calle Mayor)
- 1957: Miss Catastrophe
- 1957: Les Suspects
- 1957: La Polka des menottes
- 1958: Texasmädel (Sérénade au Texas)
- 1958: Secret professionnel
- 1959: Le Petit Prof
- 1959: Le Fric
- 1959: Julie la rousse
- 1959: La Verte Moisson
- 1960: La Vérité
- 1962: Jusqu’à plus soif
- 1963: Un roi sans divertissement
- 1965: Passeport diplomatique agent K 8